# Liste der Biografien/Kosz
Liste der Biografien |
Portal Biografien |
Personensuche
# |
A |
B |
C |
D |
E |
F |
G |
H |
I |
J |
K |
L |
M |
N |
O |
P |
Q |
R |
S |
T |
U |
V |
W |
X |
Y |
Z |
?
 
Ka |
Kb |
Kc |
Kd |
Ke |
Kf |
Kg |
Kh |
Ki |
Kj |
Kl |
Km |
Kn |
Ko |
Kp |
Kr |
Ks |
Kt |
Ku |
Kv |
Kw |
Ky |
Kx |
Kz
 
Koa |
Kob |
Koc |
Kod |
Koe |
Kof |
Kog |
Koh |
Koi |
Koj |
Kok |
Kol |
Kom |
Kon |
Koo |
Kop |
Kor |
Kos |
Kot |
Kou |
Kov |
Kow |
Kox |
Koy |
Koz
 
Kosa |
Kosc |
Kose |
Kosg |
Kosh |
Kosi |
Kosj |
Kosk |
Kosl |
Kosm |
Kosn |
Koso |
Kosp |
Koss |
Kost |
Kosu |
Kosv |
Kosy |
Kosz
Die Liste der Biografien führt alle Personen auf, die in der deutschsprachigen Wikipedia einen Artikel haben. Dieses ist eine Teilliste mit 22 Einträgen von Personen, deren Namen mit den Buchstaben „Kosz“ beginnt.

## Kosz
- Kosz, Lothar (* 1953), deutscher Fotograf
- Kosz, Mieczysław (1944–1973), polnischer Jazzpianist
- Kósz, Zoltán (* 1967), ungarischer Wasserballer

### Kosza
- Koszarek, Łukasz (* 1984), polnischer Basketballspieler

### Kosze
- Kőszeghy von Remete, Ladislaus (1745–1828), Bischof des Csanáder Bistums
- Kőszeghy, Péter (* 1971), ungarischer Komponist und Musikpädagoge
- Kőszegi, Imre (* 1944), ungarischer Jazzschlagzeuger
- Köszegi, Sabine Theresia (* 1970), österreichische Arbeitswissenschaftlerin
- Koszewski, Andrzej (1922–2015), polnischer Komponist, Musikwissenschaftler und -pädagoge
- Koszewski, Dietmar (* 1967), deutscher Leichtathlet

### Koszi
- Koszics, Wolfgang (1941–2014), deutscher Verbrecher
- Kosziol, Frank (* 1960), deutscher Jurist, Richter am Bundesgerichtshof

### Koszk
- Koszka, Constantin (1939–2000), rumänischer Fußballspieler

### Koszt
- Koszta, József (1861–1949), ungarischer Maler
- Koszta, Márk (* 1996), ungarischer Fußballspieler
- Kosztolányi, Dezső (1885–1936), ungarischer Schriftsteller, Dichter, Journalist und ÜbersetzerDezső Kosztolányi (1885–1936)

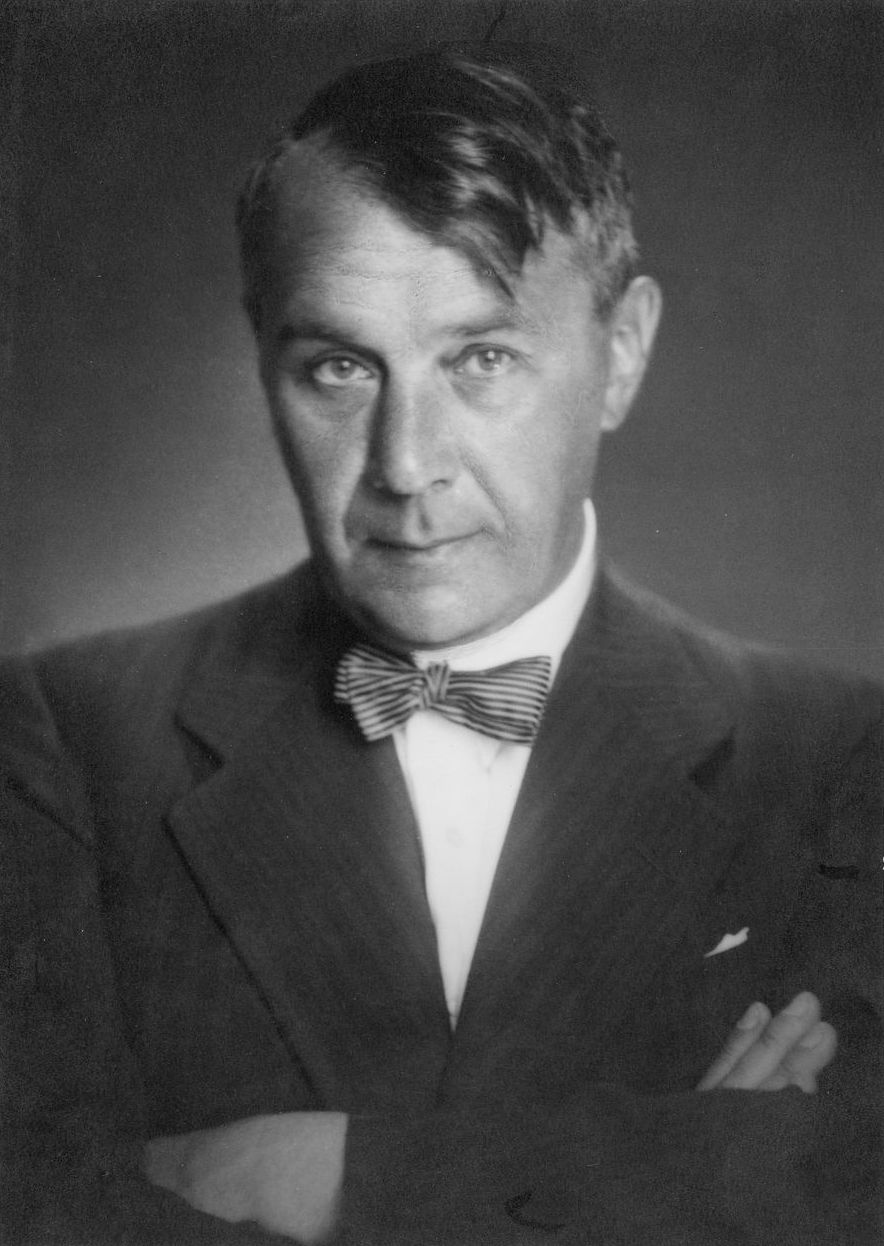
Dezső Kosztolányi (1885–1936)

- Kosztowniak, Tomasz (* 1977), polnischer Fußballspieler

### Koszu
- Koszul, Jean-Louis (1921–2018), französischer Mathematiker
- Koszuta, Aaron (* 1994), deutscher Schauspieler
- Koszutska, Maria (1876–1939), polnische Lehrerin, Politikerin und Parteifunktionärin (KPP)
- Koszutski, Jerzy (1905–1960), polnischer Radrennfahrer

### Koszy
- Koszyk, Kurt (1929–2015), deutscher Publizistikwissenschaftler und Hochschullehrer